# Nomada cordilabris
Nomada cordilabris är en biart som beskrevs av Schwarz 1990. Nomada cordilabris ingår i släktet gökbin, och familjen långtungebin. Inga underarter finns listade i Catalogue of Life.